# Rhodometra consecraria
Rhodometra consecraria är en fjärilsart som beskrevs av Otto Staudinger 1871. Rhodometra consecraria ingår i släktet Rhodometra och familjen mätare. Inga underarter finns listade.